# Beaver Lake (Alberta)
Pour les articles homonymes, voir Beaver Lake et Beaver.
Beaver Lake est un hameau (hamlet) du Comté de Lac La Biche, situé dans la province canadienne d'Alberta.

## Démographie
En tant que localité désignée dans le recensement de 2011, Beaver Lake a une population de 496 habitants dans 170 de ses 208 logements, soit une variation de 87.2% avec la population de 2006. Avec une superficie de 1,175 5 km2, le hameau possède une densité de population de 421,948 1 hab/km2 en 2011.
Concernant le recensement de 2006, Beaver Lake abritait 265 habitants dans 93 de ses 109 logements. Avec une superficie de 1,175 5 km2, le hameau possédait une densité de population de 225,4 hab/km2 en 2006.